# René Pape

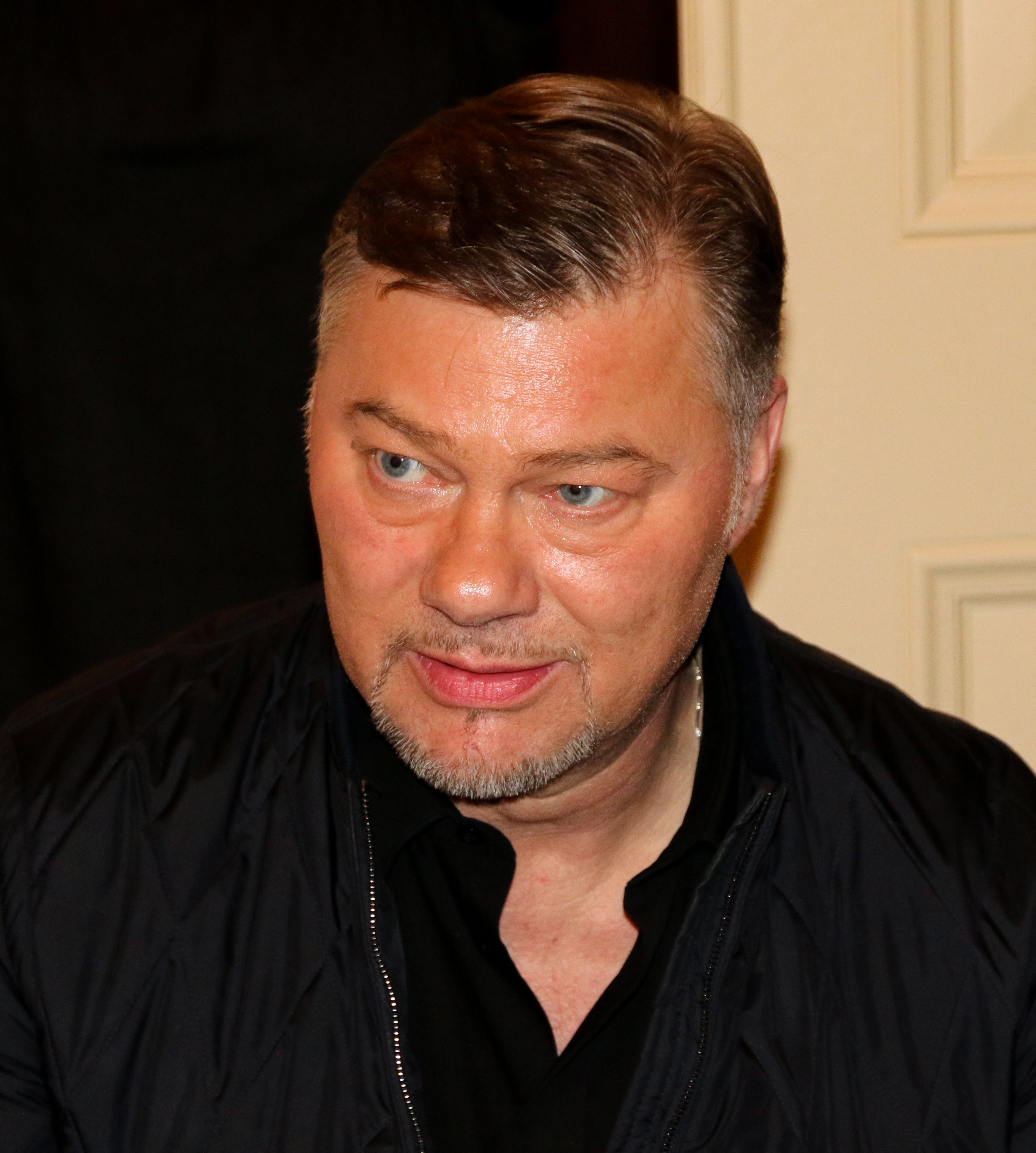
René Pape, 2016

René Pape (* 4. September 1964 in Dresden) ist ein deutscher Opernsänger (Bass).

## Leben
René Pape erhielt seine Ausbildung beim Dresdner Kreuzchor sowie an der Hochschule für Musik Carl-Maria von Weber in Dresden und stand dort bereits als einer der Knaben in der Zauberflöte auf der Bühne. Als Student debütierte er als Bassist wiederum in Mozarts Zauberflöte an der Staatsoper Unter den Linden. Im Jahre 1988 engagierte ihn die Staatsoper als festes Mitglied des Ensembles, welchem er seither ohne Unterbrechung angehört. Dort sang er zahlreiche große Rollen seines Fachs wie Sarastro (Die Zauberflöte), Rocco (Fidelio), König Heinrich (Lohengrin), Fafner (Das Rheingold), Pogner (Die Meistersinger von Nürnberg), König Marke (Tristan und Isolde) und Ramphis (Aida). 1994 folgte er dem Ruf Wolfgang Wagners und trat erstmals bei den Bayreuther Festspielen in Erscheinung, wo er den Fasolt im Rheingold sang. 1991 besetzten ihn Georg Solti und Johannes Schaaf als Sarastro bei den Salzburger Festspielen. Hier sang er 1998 den Filippo (Don Carlos).
Pape, der zweimal mit dem Grammy Award ausgezeichnet wurde, sang unter anderem an der Metropolitan Opera in New York, der Opéra National de Paris, der Lyric Opera of Chicago, am Royal Opera House Covent Garden, an der Wiener Staatsoper, der Mailänder Scala sowie an der Sächsischen Staatsoper Dresden. Im Januar 2011 gab er sein Recital-Debüt an der Los Angeles Opera mit Liedern von Hugo Wolf, Robert Schumann und Franz Schubert.
Mit Kenneth Branagh drehte Pape Mozarts The Magic Flute/Die Zauberflöte (Kinoversion), in der er den Sarastro spielt und singt. Der Kinofilm hatte zu den Internationalen Filmfestspielen von Cannes 2007 Weltpremiere. Zu hören ist Pape auch auf der Single Mann Gegen Mann (Musensohn-Remix) in einer Bearbeitung von Sven Helbig für die Industrial-Metal Band Rammstein.
Im Juli 2022 kündigte er via Facebook an, zukünftig kein Engagement mehr an der Metropolitan Opera anzunehmen, da diese sich an der Pride Parade in New York beteiligt hatte; ein Kommentar, den er mit einem weiteren an gleicher Stelle am 5. Juli zurückzog, sich entschuldigte und sich gleichzeitig als Alkoholiker und Depressionsanfälliger outete.
Pape lebt in Dresden-Hosterwitz.

## Veröffentlichungen (Auswahl)
- Mein Herz Brennt (Komponist: Torsten Rasch, Produzent: Sven Helbig), 2004 – Deutsche Grammophon
- Gods, Kings and Demons (erste Soloveröffentlichung mit klassischen Arien und Liedern), 2008 – Deutsche Grammophon

## Auszeichnungen
- 1989: Internationaler Gesangswettbewerb Neue Stimmen, 2. Platz[3]
- 1998: Grammy Award – Best Opera Recording / Richard Wagner: Die Meistersinger von Nürnberg / Solti – Chicago Symphony Orchestra
- 2000: Titel Berliner Kammersänger verliehen.
- 2001: Auszeichnung Sänger des Jahres der Zeitschrift Musical America
- 2003: Grammy Award – Best Opera Recording / Richard Wagner: Tannhäuser / Barenboim – Berliner Staatskapelle
- 2009: Echo Klassik – Operneinspielung des Jahres für Gods, Kings & Demons, veröffentlicht auf Deutsche Grammophon
- 2017: Österreichischer Musiktheaterpreis – ORF-III-Medienpreis[4]
- 2018: Österreichischer Kammersänger (offizielle Verleihung durch Dominique Meyer am 18. Dezember 2018, nach seiner Darstellung des Sarastro in der Zauberflöte.)
- 2019: Europäischer Kulturpreis Taurus

## Filme
- Der Bass René Pape – Mein Herz brennt (2006, mit Freunde der italienischen Oper, Regie: Sibylle Muth)
- The Magic Flute / Die Zauberflöte (2007, Regie: Kenneth Branagh)
- Hunter's Bride/Der Freischütz (2010, Regie: Jens Neubert)